# Prix Pulitzer de musique

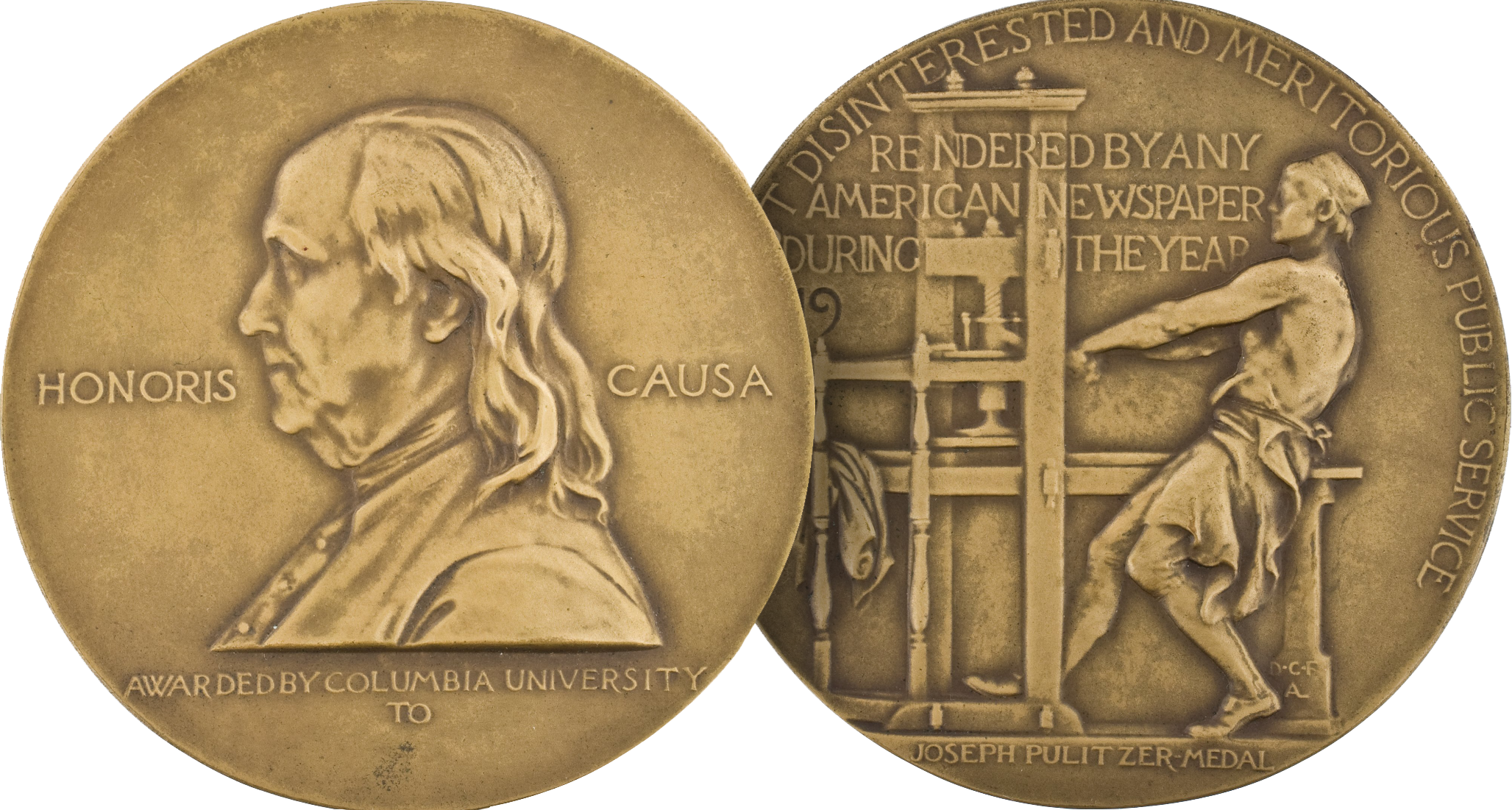
Prix Pulitzer de musique

Le prix Pulitzer de musique est une récompense décernée depuis 1943. Joseph Pulitzer avait souhaité dans son testament la création d'une bourse musicale décernée annuellement qui fut finalement transformée en prix à part entière. Le prix est décerné « pour une composition musicale éminente de taille significative par un Américain et dont la première représentation a été donnée durant l'année. »

## Histoire
La première femme à recevoir cette distinction a été Ellen Taaffe Zwilich qui a gagné en 1983. Zwilich était aussi la première femme à recevoir un doctorat de composition de la Juilliard School of Music.
George Walker a été le premier compositeur afro-américain à gagner le prix, pour son œuvre Lilacs, en 1996. Il a aussi été le premier Noir diplômé du célèbre Curtis Institute of Music et le premier Noir récipiendaire d'un doctorat à l'Eastman School of Music.
En 2018, Kendrick Lamar est le premier rappeur à remporter le prix, jusqu'alors remis uniquement à des musiciens de jazz ou de musique classique.
En 2022, Raven Chacon est le premier musicien autochtone américain récompensé.

## Lauréats

### De 1943 à 1949
- 1943 : William Schuman, Secular Cantata no 2: A Free Song
- 1944 : Howard Hanson, Symphonie no 4
- 1945 : Aaron Copland, Appalachian Spring, ballet
- 1946 : Leo Sowerby, The Canticle of the Sun
- 1947 : Charles Ives, Symphonie no 3
- 1948 : Walter Piston, Symphonie no 3
- 1949 : Virgil Thomson, Louisiana Story, musique de film

### De 1950 à 1959
- 1950 : Gian Carlo Menotti, The Consul, opéra
- 1951 : Douglas Moore, Giants in the Earth, opéra
- 1952 : Gail Kubik, Symphony Concertante
- 1953 : prix non décerné
- 1954 : Quincy Porter, Concerto Concertante pour deux pianos et orchestre
- 1955 : Gian Carlo Menotti, The Saint of Bleecker Street, opéra
- 1956 : Ernst Toch, Symphonie no 3
- 1957 : Norman Dello Joio, Meditations on Ecclesiastes
- 1958 : Samuel Barber, Vanessa, opéra
- 1959 : John La Montaine, Concerto pour piano

### De 1960 à 1969
- 1960 : Elliott Carter, Quatuor à cordes no 2
- 1961 : Walter Piston, Symphonie no 7
- 1962 : Robert Ward, The Crucible, opéra
- 1963 : Samuel Barber, Concerto pour piano
- 1964 : prix non décerné
- 1965 : prix non décerné
- 1966 : Leslie Bassett, Variations for Orchestra
- 1967 : Leon Kirchner, Quartet no 3 pour cordes et musique électronique
- 1968 : George Crumb, Echoes of Time and the River
- 1969 : Karel Husa, Quatuor à cordes no 3

### De 1970 à 1979
- 1970 : Charles Wuorinen, Time's Encomium
- 1971 : Mario Davidovsky, Synchronisms nº 6
- 1972 : Jacob Druckman, Windows
- 1973 : Elliott Carter, Quatuor à cordes no 3
- 1974 : Donald Martino, Notturno
- 1975 : Dominick Argento, From the Diary of Virginia Woolf[3]
- 1976 : Ned Rorem, Air Music
- 1977 : Richard Wernick, Visions of Terror and Wonder
- 1978 : Michael Colgrass, Deja Vu pour percussion et orchestre
- 1979 : Joseph Schwantner, Aftertones of Infinity

### De 1980 à 1989
- 1980 : David Del Tredici, In Memory of a Summer Day
- 1981 : prix non décerné
- 1982 : Roger Sessions, Concerto pour orchestre
- 1983 : Ellen Zwilich, Three Movements for Orchestra (Symphonie no 1)
- 1984 : Bernard Rands, Canti del Sole
- 1985 : Stephen Albert, Symphony RiverRun
- 1986 : George Perle, Wind Quintet no 4, pour flûte, hautbois, clarinette, cor d'harmonie et basson
- 1987 : John Harbison, The Flight into Egypt
- 1988 : William Bolcom, 12 New Etudes for Piano
- 1989 : Roger Reynolds, Whispers Out of Time

### De 1990 à 1999
- 1990 : Mel D. Powell, Duplicates: A Concerto
- 1991 : Shulamit Ran, Symphony
- 1992 : Wayne Peterson, The Face of the Night, the Heart of the Dark
- 1993 : Christopher Rouse, Trombone Concerto
- 1994 : Gunther Schuller, Of Reminiscences and Reflections
- 1995 : Morton Gould, Stringmusic
- 1996 : George Walker, Lilacs, pour soprano et orchestre
- 1997 : Wynton Marsalis, Blood on the Fields, oratorio
- 1998 : Aaron Jay Kernis, Quatuor à cordes no 2, Musica Instrumentalis
- 1999 : Melinda Wagner, Concerto for Flute, Strings, and Percussion

### De 2000 à 2009
- 2000 : Lewis Spratlan, Life is a Dream, opéra (primé pour la version en concert de l'acte II)
- 2001 : John Corigliano, Symphonie no 2, pour orchestre à cordes
- 2002 : Henry Brant, Ice Field
- 2003 : John Adams, On the Transmigration of Souls
- 2004 : Paul Moravec, Tempest Fantasy
- 2005 : Steven Stucky, Second Concerto pour orchestre
- 2006 : Yehudi Wyner, Chiavi in Mano, (Concerto pour piano)
- 2007 : Ornette Coleman, Sound Grammar
- 2008 : David Lang, The Little Match Girl Passion
- 2009 : Steve Reich, Double Sextet

### De 2010 à 2019
- 2010 : Jennifer Higdon, Concerto pour violon[4]
- 2011 : Zhou Long, Madame White Snake, opéra
- 2012 : Kevin Puts, Silent Night, opéra[5]
  - Finalistes: Tod Machover, Death and the Powers et Andrew Norman, The Companion Guide to Rome
- 2013 : Caroline Shaw, Partita for 8 Voices[6]
  - Finalistes: Aaron Jay Kernis, Pieces of Winter Sky et Wadada Leo Smith, Ten Freedom Summers
- 2014 : John Luther Adams, Become Ocean[7]
  - Finalistes: John Adams, The Gospel According to the Other Mary et Christopher Cerrone, Invisible Cities
- 2015 : Julia Wolfe, Anthracite Fields[8]
  - Finalistes: Lei Liang, Xiaoxiang et John Zorn, The Aristos
- 2016 : Henry Threadgill, In for a Penny, in for a Pound[9]
- 2017 : Du Yun, Angel's Bone
- 2018 : Kendrick Lamar, DAMN.[10]
- 2019 : Ellen Reid (en), Prism[11]

### De 2020 à 2029
- 2020 : Anthony Davis, pour son opéra The Central Park Five[12],[13].
- 2021 : Tania León, pour Stride[14].
- 2022 : Raven Chacon, pour Voiceless Mass[2].
- 2023 : Michael Abels et Rhiannon Giddens, pour Omar (opéra)[15].
- 2024 : Tyshawn Sorey, pour Adagio (for Wadada Leo Smith)[16].

## Prix spécial

### De 1970 à 1979
- 1974 : Roger Sessions (1896-1985)
- 1976 : Scott Joplin (1868-1917, posthume)

### De 1980 à 1989
- 1982 : Milton Babbitt (1916–2011)
- 1985 : William Schuman (1910-1992)

### De 1990 à 1999
- 1998 : George Gershwin (1898-1937, posthume)
- 1999 : Duke Ellington (1899-1974, posthume)

### De 2000 à 2009
- 2006 : Thelonious Monk (1917-1982, posthume)
- 2007 : John Coltrane (1926-1967, posthume)
- 2008 : Bob Dylan (1941)

### De 2010 à 2019
- 2010 : Hank Williams (1923-1953, posthume)
- 2019 : Aretha Franklin (1942-2018, posthume)[11]

## Gagnants multiples
Quatre personnes ont gagné deux fois le prix Pulitzer de musique :
- Walter Piston, en 1948 et en 1961
- Gian Carlo Menotti, en 1950 et en 1955
- Samuel Barber, en 1958 et en 1963
- Elliott Carter, en 1960 et en 1973